# ミシシッピ (戦艦)
ミシシッピ (USS Mississippi, BB-41/AG-128) は、アメリカ海軍の戦艦。ニューメキシコ級戦艦の2番艦。艦名はミシシッピ州にちなむ。この名を持つ艦としては3隻目。

## 艦歴
「ミシシッピ」は1915年4月5日にバージニア州ニューポート・ニューズのニューポート・ニューズ造船所で起工する。1917年1月25日にカミール・マクベスによって命名、進水し、1917年12月18日に初代艦長J・L・ジェイン大佐の指揮下就役した。

### 第一次世界大戦
就役後はバージニア沖での訓練に続いて、1918年3月22日にキューバのグアンタナモ湾で訓練を行うため出航した。一ヶ月後にハンプトンローズに帰還。マサチューセッツ州ボストンとニューヨークの間を巡航し、1919年1月31日に冬季演習のためカリブ海に向かった。

### 戦間期
1919年7月19日に大西洋沿岸から西海岸に向けて出航した。新たな母港であるカリフォルニア州サンペドロに到着すると、ミシシッピは続く四年にわたって西海岸で活動を行い、冬期間はカリブ海で演習を行った。
1924年6月12日、サンペドロ沖での砲術訓練中に二番主砲塔で爆発事故が発生。この事故の結果48名が死亡した。1925年4月15日、サンフランシスコからハワイに向けて出航し対抗演習に参加。その後、オーストラリアに親善訪問を行った。西海岸には9月26日帰還し、続く四年にわたって活動を行い、カリブ海、大西洋での演習にもしばしば参加した。
「ミシシッピ」は1931年3月30日にノーフォーク海軍工廠に入渠し、オーバーホールと近代化が行われた。作業が完了すると、1933年9月に出航し訓練を再開した。1934年10月24日にパナマ運河を通過、母港のサンペドロに向かった。

### 第二次世界大戦
1941年6月16日にノーフォークへ帰還すると、「ミシシッピ」は北大西洋の偵察任務の準備を行った。ロードアイランド州ニューポートを出港しアイスランドのクヴァールフィヨルズル (Hvalfjörður、ハヴァルフィヨルドとも)  へ向かう船団を護衛した。その後、9月28日に再びアイスランドを訪れ、そこで2ヶ月を過ごした。
真珠湾攻撃の二日後に「ミシシッピ」は太平洋に向かってアイスランドを出港した。1942年1月22日にサンフランシスコに到着。続く七ヶ月にわたって沿岸での演習及び船団警護に従事した。その後ハワイでの訓練に参加し、12月6日にフィジーへの兵員輸送に出航。1943年3月2日に真珠湾へ帰還した。5月10日にアリューシャン列島奪還のため真珠湾を出航、7月22日にはキスカ島への砲撃に参加している。サンフランシスコでオーバーホールを行った後、10月19日にギルバート諸島攻略戦に参加するためサンペドロを出航した。11月20日にマキンへの砲撃を行っている途中再び砲塔で爆発事故を起こし、43名の兵士が死亡した。
その後マーシャル諸島攻略戦に参加し、1944年1月31日にクェゼリン環礁を砲撃する。2月20日にはタロア島を砲撃。翌日にはウォッジェ環礁を砲撃した。3月15日にはパプアニューギニアのカヴィエンを砲撃した。オーバーホールのためミシシッピは同年の夏をピュージェット・サウンド海軍造船所で過ごした。
オーバーホール後戦線に復帰した「ミシシッピ」は9月12日にペリリュー島上陸を支援し、一週間の作戦従事後マヌス島へ向かった。同島に10月12日まで留まっている。マヌス島を発ってフィリピン攻略戦に参加し、10月19日にレイテ島東部への砲撃を行った。10月24日の夜、ジェシー・オルデンドルフ提督率いる艦隊の一部としてスリガオ海峡海戦に参加した。「ミシシッピ」は、西村艦隊をスリガオ海峡で迎え撃った戦艦列の旗艦で、ジョージ・ウェイラー少将が座乗したが、何故か、僅か1斉射に留まった。
「ミシシッピ」はレイテ湾での作戦活動を11月16日まで継続し、その後アドミラルティ諸島に向かった。12月28日にレイテ島のサンペドロ湾に入り、ルソン島上陸支援の準備を行った。1945年1月6日にリンガエン湾での砲撃を開始した。その間に日本陸軍特別攻撃隊一誠隊の一式戦「隼」とされる特攻機が突入、水線部付近を損傷するが、2月10日まで支援砲撃を継続した。真珠湾での修理後、沖縄県の中城湾に向かった。5月6日に到着すると上陸部隊の支援を行い、首里城防衛隊に対して砲撃を行った。6月5日に再び日本陸軍飛行第17戦隊の特攻機である三式戦「飛燕」が突入、損傷を受けるが6月16日まで支援砲撃を継続した。
日本軍の無条件降伏後に、「ミシシッピ」は相模湾に向かった。8月27日に到着すると占領軍の一部として占領業務に従事した。その後東京湾に停泊し降伏文書調印式に参加。9月6日に帰国のため出航した。

### 戦後

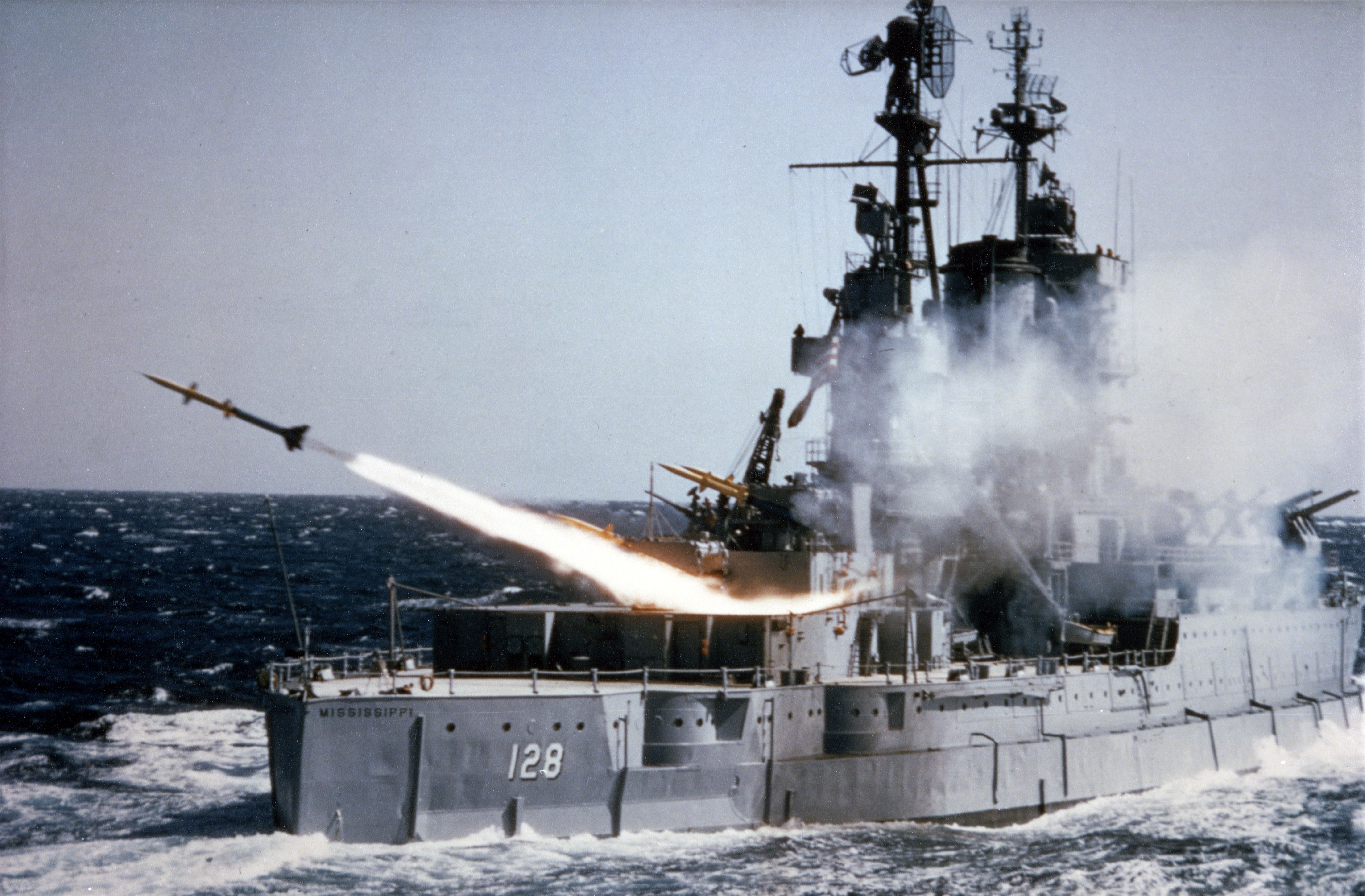
テリアミサイルを発射する「ミシシッピ」 (AG-128)。

「ミシシッピ」は11月27日にノーフォークに到着し、雑役艦(AG)へと艦種変更のための改装作業に入った。1946年2月15日に艦種変更され、砲術訓練艦となった。テリアSAM発射機を艦尾に装備、127ミリ連装両用砲を増設、さらに旧来の主砲は全廃され、代わって艦首旧1番砲跡に15.2センチ三連装自動砲1基が装備された。
その後、ノーフォークを母港として新型兵器であるミサイルの運用テストに十年を費やした。1953年1月28日にケープコッドでテリアミサイルの艦上発射に成功した。さらに1956年2月にはレーダー誘導ミサイルの最終評価試験の支援を行った。
「ミシシッピ」はノーフォークで1956年9月17日に退役し、同年11月28日にスクラップとしてベスレヘム・スチール社に売却された。
「ミシシッピ」は第二次世界大戦の戦功により8個の従軍星章を受章した。